# Оксиводород
Оксиводородът е газова смес, състояща се от водород и кислород в различни съотношения, и в частност стехиометричната смес, при която количеството кислород е точно необходимото за пълното изгаряне на водорода. Оксиводородът е получен за първи път в 1800 година от известния английски химик Уилям Никълсън чрез електролиза на вода, и впоследствие намира приложение в практиката, основно за високотемпературни горелки. Употребата на оксиводорода за осветление се оказва проблемна заради силната му взривоопасност, а в областта на рязането и заваряването на метали оксиводородните горелки биват до голяма степен изместени от ацетиленовите.
Оксиводородът е в основата на водородните горивни клетки, в които химическата енергия се преобразува в електрическа, чрез окисляване на водород. Основна пречка пред развитието на тази технология са разходите за получаване на изходните вещества – водород и кислород. Първият закон на термодинамиката изключва създаването на вечен двигател, тъй като изходящият енергиен поток от една система не може да бъде по-голям от входящия, освен ако самата система не губи енергия, или, с други думи, енергията може само да бъде преобразувана, но не и създавана от „нищото“. Това изключва възможността електролизата на вода да изисква по-малко енергия, отколкото ще бъде отделена при обратното свързване на получените водород и кислород, дори без да бъдат отчитани неизбежните загуби, намаляващи – често значително – коефициента на полезно действие на системата. Въпреки това, горивните клетки са реалистична технология, особено ако електрическата енергия за електролизата на вода може да бъде получена от високоефективни възобновяеми енергийни източници.